# 山田裕
山田 裕（やまだ ゆう、1974年4月25日 - ）は、日本の俳優。千葉県出身。ライターズカンパニー、兵庫県立ピッコロ劇団所属。

## 人物
早稲田大学第一文学部卒業。文学座付属研究所出身。
身長174cm。体重68kg。血液型A型。
趣味は旅行、料理。特技は弓道初段、水泳。

## 出演作品

### テレビドラマ
- はみだし刑事情熱系（テレビ朝日)
- Fighting Girl 第1話（2001年、フジテレビ）
- ウルトラマンコスモス 第59話（2002年、MBS） - 研究員
- 水曜ミステリー9 / 作家探偵・山村美紗 第1作（2012年、テレビ東京） - 山崎進
- 連続テレビ小説（NHK）
  - 純と愛 第5話（2012年）
  - マッサン 第139、140話（2015年）
  - 舞いあがれ!（2022年） - 審査官
  - おむすび（2025年） - 武田重文
- 夕凪の街 桜の国2018（2018年、NHK広島放送局）
- しかたなかったと言うてはいかんのです（2021年、NHK）

### テレビ番組
- 歴史秘話ヒストリア「いつだって天文ゴールドイヤー! 〜天空の星々と日本人 はるかなる物語〜」（2012年、NHK）

### 映画
- 赤い月（2004年、東宝）

### 舞台
- 兵庫県立ピッコロ劇団公演
  - 「雨かしら」
  - 「KANADEHON 忠臣蔵」
  - 「不思議の国のアリスの帽子屋さんのお茶の会」
  - 「さらっていってよピーターパン」（2003年）
  - 「ビューティフル・サンディ」
  - 「三匹の子ぶたのトンチンカン」
  - 「飛んで孫悟空」
  - 「十二夜」
  - 「桜の園」
  - 「門〜若き日の近松〜」
  - 「あの森に行ってはならない」
  - 「NotAboutNightingales- C監房棟の男たち-」
  - 「モスラを待って」（2007年）
  - 「うそツキ、大好き、かぐや姫」
  - 「真田風雲録」
  - 「あまに唄えば」
- 平成16年度文化庁新進芸術家公演事業「女狐〜播磨灘版」（2005年）
- 県民創作オペラ「魔法の靴」
- 日本三文オペラ
- 泡
- お家さん

### CM
- 宇治田原製茶場
- NESTA RESORT KOBE - ナレーション
- チェックワン - ナレーション
- 典礼会館「小さなお葬式」 - ナレーション
- 関西電力 - ナレーション
- 日産自動車ラジオCM - ナレーション
- キンチョー ラジオCM - ナレーション
- 日本電気硝子 ラジオCM - ナレーション
- J-PHONE
- 養命酒製造

### ラジオ
- 今井と山田（2008年、エフエムあまがさき） - メインパーソナリティ

### ラジオドラマ
- FMシアター（NHK-FM）
  - 『ともに帰らん』（2016年8月6日）[3]
- 永訣の夜、黄金の朝（2019年3月31日、MBSラジオ） - 芹沢誠治 役[4]